# Hodo von Hodenberg
Hodo Hermann Heinrich Luthard Freiherr von Hodenberg (* 13. April 1887 in Leipzig; † 26. Dezember 1962 in Celle) war ein deutscher Jurist und Politiker (CDU). Er war Vorstandsmitglied des Deutschen Anwaltvereins, Präsident des Oberlandesgerichts Celle und Abgeordneter des Niedersächsischen Landtages. Er wirkte entscheidend an der Exkulpation bzw. Nichtverfolgung von NS-Straftaten mit.

## Leben und Beruf
Er entstammt dem lüneburgischen Adelsgeschlecht Hodenberg. Zu seinen Verwandten zählte der hannoversche Kultusminister Bodo von Hodenberg. Nach dem Abitur an der humanistischen Thomasschule zu Leipzig nahm von Hodenberg ein Studium der Rechtswissenschaften an den Universitäten München, Göttingen und Heidelberg auf und legte beide juristischen Staatsexamen ab. In Heidelberg wurde er 1906 Mitglied des Corps Vandalia. Er wurde 1909 mit der Dissertation Die Differenzgeschäfte und Börsentermingeschäfte in der Rechtsprechung zum Dr. jur. promoviert. Er arbeitete seit 1913 als Rechtsanwalt am OLG Celle und erhielt 1924 seine Ernennung als Notar.
Mit seiner Gattin Ursula geb. Lichtenberg hatte er insgesamt elf Kinder zwischen 1914 und 1936, von denen zwei Söhne im Zweiten Weltkrieg fielen.
Im Ersten Weltkrieg war er im Rang eines Majors Kommandeur des 2. Grenadier-Regiments Nr. 101 „Kaiser Wilhelm, König von Preußen“ der Sächsischen Armee. Er wurde mit dem Ritterkreuz I. Klasse ausgezeichnet.
Von 1930 bis 1933 gehörte er dem Vorstand des Deutschen Anwaltvereins (DAV) an. Sein Vorstandskollege im Anwaltverein Max Friedlaender erinnerte sich zur Person:

„Äußerst sympathisch war der junge Oberlandesgerichtsanwalt aus Celle Frhr. von Hodenberg; äußerlich ein schlanker Corpsstudent mit vielen Schmissen, etwas nach degeneriertem Adel aussehend, war er in Wirklichkeit ein gar nicht reaktionär gesinnter, leidenschaftlicher Kämpfer, charakterlich erstklassig und ein treuer Freund. Seine Frau war ein ähnlicher Typ, aus irgend einem vornehmen Geschlecht stammend, aber mit allen Tugenden der Bürgersfrau. Das Ehepaar brachte es im Laufe der Jahre zu etwa 12 Kindern …“

Von 1945 bis 1955 war er Präsident des Oberlandesgerichts Celle. Ulrich Vultejus schrieb über ihn:

„Rechtsanwalt Freiherr von Hodenberg war ein konservativer, den Welfen nahestehender Mann. Er hatte sich vor 1945 mit den Nazis nicht gemein gemacht, wenn auch angemerkt werden muß, daß der SA-Führer Dr. Klapproth ebenso wie der Rechtsanwalt Dr. Kurt Blanke seine Sozien in seiner Anwaltskanzlei waren. […] Hodenberg ist die Schlüsselfigur, die schwer belasteten Nazis in unvorstellbarer Zahl die Rückkehr in die Justiz ermöglicht hat. Seine Beweggründe sind mir immer verborgen geblieben; ich weiß lediglich, daß mein Vater deswegen eine sehr ernste Aussprache mit ihm gehabt hat und auch ihm die Gründe verborgen geblieben sind. Die Aussprache hatte – mein Vater war 1945 Präsident der Rechtsanwaltskammer geworden – die Rückkehr der Nazis in die Anwaltschaft zum Schwerpunkt und Hodenberg hatte meinen Vater mit dem Argument zu überzeugen versucht, die Anwaltschaft sei schon immer eine Zufluchtsstätte für politisch Verfolgte gewesen.“

Als Rechtspositivist und Mitglied des Heidelberger Juristenkreises lehnte er das Kontrollratsgesetz Nr. 10 der Alliierten, welches Kriegsverbrecherprozesse vorsah, ab. Nach seiner Amtszeit war er erneut als Rechtsanwalt tätig, ehe er 1957 auf seine Anwaltszulassung verzichtete. Er war u. a. Mitherausgeber der Zeitschrift Archiv für die civilistische Praxis (AcP).
Baron Hodenberg war evangelisch-lutherischer Konfession und Mitglied der Evangelisch-lutherischen Landeskirche Hannovers, der Generalsynode der Vereinigten Evangelisch-Lutherischen Kirche Deutschlands (VELKD) sowie der Synode der Evangelischen Kirche in Deutschland (EKD).

## Politik
Hodenberg war bis 1933 Mitglied der Deutsch-Hannoverschen Partei (DHP). Den preußischen Herrschaftsanspruch und den Nationalsozialismus lehnte er ab. Von 1933 bis 1945 hatte er keine Ämter und Mandate inne. Nach dem Zweiten Weltkrieg trat er in die CDU ein und wurde Mitglied des Schiedsgerichts. Hodenberg war von 1955 bis 1959 Abgeordneter in der DP/CDU-Fraktion des Niedersächsischen Landtages.

## Werke (Auswahl)
- Die Differenzgeschäfte und Börsentermingeschäfte in der Rechtsprechung. Heidelberg 1909 (Dissertation).
- Lage und Schicksal der deutschen Anwaltschaft. Berlin 1932.